# Alvaro Valentini
Alvaro Valentini (Fermo, 16 gennaio 1924 – Fermo, 21 febbraio 1996) è stato uno scrittore, poeta, traduttore e italianista italiano.

## Biografia
Personaggio molto legato alla città di Fermo, l'intellettuale marchigiano si laureò nel 1946 all'Università di Roma presso la Facoltà di Lettere, avendo per relatore della tesi Giuseppe Ungaretti. Nel 1959 vinse il premio Trebbio Poetico, cui fece seguito, nel 1961, il Premio Boccadasse. Fu insegnante all'Università di Macerata; italianista ed esperto dell'opera di Eugenio Montale, dedicò numerose opere di saggistica e antologia al poeta genovese; fu anche studioso di Giacomo Leopardi, Dante Alighieri, Guido Gozzano e Franco Matacotta. . Nel corso della sua carriera collaborò spesso con l'editore romano Bulzoni, per cui curò svariati volumi di letteratura italiana, e pubblicò svariate raccolte di racconti e alcune di poesia. A Fermo gli è stata dedicata una via, "Largo Alvaro Valentini".

## Opere

### Curatele
- Girifalco: fotoguida di Fermo e del Piceno, foto di Eriberto Guidi, Fermo, Casabianca, 1964
- Lettura di Montale: Ossi di seppia, Roma, Bulzoni, 1971
- Le ragioni espressive: schede e proposte su Foscolo, Manzoni, Pirandello, Montale, Roma, Bulzoni, 1972
- Responsabilità semantiche, Roma, Argileto, 1973
- Pascoli. Tradizione e invenzione nelle Myricae, Roma, Bulzoni, 1973
- Lettura di Montale: Le occasioni, Roma, Bulzoni, 1975
- Lettura di Montale: La bufera e altro, Roma, Bulzoni, 1977
- I piaceri di Gozzano, Roma, Argileto, 1978
- Libero De Libero, Poesie, Milano, Mondadori, 1980
- Palinsesto montaliano e altre letture, Roma, Bulzoni, 1981
- Leopardi: l'Io poetante, Roma, Bulzoni, 1983
- Leopardi: idillio metafisico e poesia copernicana, Roma, Bulzoni, 1991

### Narrativa
- I conigli e lo stregone, Venezia, Sodalizio del libro, 1959
- La ciminiera, Foggia, Bastogi, 1980
- La luna in diligenza, Genova, Lanterna, 1985
- Il santuario di Babele e altri racconti, Fermo, Edizioni del Pangolino, 1987
- Mantissa e altre fiabe, Recanati, Edizioni del Pangolino, 1988
- Il manoscritto, Recanati, Edizioni del Pangolino, 1990
- Il signore invisibile e il suo cane famoso, Recanati, Edizioni del Pangolino, 1990
- L'ombra, Recanati, Edizioni del Pangolino, 1993

### Poesia
- Notizie del figlio, Fermo, Lions International, 1960
- Una storia d'amore: liriche, Ancona, Bucciarelli, 1961
- Perlocuzioni, Roma, Edizioni della Cometa, 1983

### Saggi
- Leggete così, Fermo, Edizioni del Cineclub, 1952
- Un invito alla poesia, Fermo, ITI Montani, 1962
- Dante: poesia come storia, Fermo, Montani, 1965
- Semantica manzoniana, Fermo, Montani, 1969
- Semantica dei poeti: Ungaretti e Montale, Roma, Bulzoni, 1970
- La rima, la forma e la struttura, Roma, Bulzoni, 1971
- La poesia di Franco Matacotta, in "Piceno", n. 2, dic. 1978
- Il Leopardismo di Franco Matacotta, in "Franco Matacotta. Atti del Convegno di Studi, Bergamo 1987"

### Traduzioni
- Stéphane Mallarmé, Il meriggio di un fauno, Lanciano, Edizioni di Nuvole, 1952